# Солёное (озеро, Славенский сельский округ)
Солёное — озеро в Карабалыкском районе Костанайской области Казахстана. Находится в 10 км к северо-востоку от села Ленинское.
По данным топографической съёмки площадь поверхности озера составляет 2,27 км². Наибольшая длина озера — 2,2 км, наибольшая ширина — 1,3 км. Длина береговой линии составляет 8 км, развитие береговой линии — 1,49. Озеро расположено на высоте 213,6 м над уровнем моря.